# نادي اليرموك (السعودية)
نادي اليرموك هو أحد أندية الدرجة الثالثة السعودية بمنطقة جازان في محافظة أبي عريش. تأسس عام 1390 هـ .

## تشكيلة الفريق الحالية
ملاحظة: تشير الأعلام إلى المنتخب الوطني على النحو المحدد في قواعد الأهلية للفيفا. قد يحمل اللاعبون أكثر من جنسية واحدة غير تابعة للفيفا.
| الرقم | البلد      | المركز | اللاعب              |
| ----- | ---------- | ------ | ------------------- |
| 1     | السعودية   | حارس   | عبد الله الشهري     |
| 2     | السعودية   | مدافع  | أحمد باظراح         |
| 3     | ساحل العاج | مدافع  | كونان أهوي          |
| 4     | السعودية   | مدافع  | محمد الشمري         |
| 5     | السعودية   | مدافع  | فيصل الحدري         |
| 6     | السعودية   | وسط    | أحمد مغفوري         |
| 7     | السعودية   | وسط    | مشعل منقري          |
| 8     | السعودية   | مدافع  | عبد العزيز المنجومي |
| 9     | السعودية   | مهاجم  | نواف القرني         |
| 10    | السعودية   | مهاجم  | محمد معافا          |

| الرقم | البلد     | المركز | اللاعب             |
| ----- | --------- | ------ | ------------------ |
| 11    | السعودية  | وسط    | تركي العبد         |
| 14    | السنغال   | وسط    | موسى سو            |
| 15    | السعودية  | وسط    | عبد الله آل سريع   |
| 17    | السعودية  | مدافع  | نواف رياني         |
| 18    | الكاميرون | مهاجم  | لافيسا مونتيويتاه  |
| 20    | السعودية  | مهاجم  | عبد الله طوهري     |
| 22    | السعودية  | حارس   | خالد خواجي         |
| 76    | السعودية  | وسط    | رشيد رياض علي      |
| 55    | اليمن     | مهاجم  | زكريا صالح الزيلعي |